# بلا، مالی
بلا (به لاتین: Bla) یک منطقهٔ مسکونی در مالی است که در استان سگو واقع شده‌است.